# Mascoma Lake
Der Mascoma Lake ist ein See östlich von Lebanon in New Hampshire, auf dessen Gebiet sein westliches Ende liegt. Der größte Teil liegt im Gebiet von Enfield. Andere Namen für den See waren unter anderem Enfield Pond, Mascommey Lake, Mascomey Lake oder Mascommy Lake. Die Schreibweise „Mascoma“ wurde 1908 offiziell festgelegt. Er wird vom Mascoma River durchflossen. Zwischen Enfield und Lebanon führt die ehemalige Bahnstrecke der Northern Railroad am Seeufer entlang, die zum Northern Rail Trail ausgebaut wurde.

## Besonderheiten und Sehenswürdigkeiten
Am Südwestufer befindet sich eine ehemalige Siedlung der Shaker, heute das Enfield Shaker Museum. Von den Shakern hat die Shaker Bridge ihren Namen, die den See an einer Engstelle überspannt. Die umliegende Landschaft wurde bereits in einer Beschreibung Neuenglands von 1859 als reizvoll beschrieben. Noch früher soll die Schönheit der Umgebung durchziehende Soldaten so beeindruckt haben, dass sie eine Siedlungscharta beantragten (vergleiche Enfield). 2005 wurde der zugefrorene See als Testgelände für ein unbemanntes, autarkes Forschungsfahrzeug im Zuge der Vorbereitung einer Antarktisexpedition benutzt.